# Tonin czarnogłowy
Tonin czarnogłowy, delfin czarnogłowy, delfin Commersona (Cephalorhynchus commersonii) – gatunek ssaka z rodziny delfinowatych (Delphinidae).

## Podgatunki
Wyróżniono dwa podgatunki C. commersonii:
- C. commersonii commersonii – tonin czarnogłowy
- C. commersonii kerguelenensis – tonin kergueleński

## Charakterystyka
Zamieszkuje wody półkuli południowej wokół wybrzeży Chile i Argentyny po Falklandy. Żyje zazwyczaj w stadach liczących kilkadziesiąt sztuk.
Długość ciała do 1,2-1,5 m, masa ciała 35-65 kg. Samice są na ogół większe od samców. Głowa, płetwy i ogon są czarne, część środkowa jest biała. Odżywia się głównie skorupiakami i głowonogami.